# James Yannatos
James Yannatos (New York, 13 maart 1929 - 10 oktober 2011) was een Amerikaans componist, violist, muziekpedagoog en dirigent.

## Biografie
Als geboren New Yorker kreeg hij zijn eerste muzikale opleiding aan de High School of Music and Art en the Manhattan School of Music. Vervolgens kreeg hij onderricht in compositie van Nadia Boulanger, Luigi Dallapiccola, Darius Milhaud, Paul Hindemith en Philip Bezanson. Als aanvulling daarop kreeg hij onderricht in dirigeren van William Steinberg en Leonard Bernstein, vioollessen kreeg hij van Hugo Kortschak en Ivan Galamian. Er waren ook leergangen op Yale-universiteit (B.M. en M.M.), de Universiteit van Iowa (Ph.D), Aspen (plaats), Tanglewood en Parijs. Yannatos verdiende een tijdje de kost door viool te spelen in allerlei ensembles en speelde in die hoedanigheid dan ook met Hindemith en Boulanger.
In 1964 kreeg hij de aanstelling van muzikaal leider van het Hardvard-Radcliffe Orchestra en trad daarmee overal ter wereld op. Hij gaf ook lezingen op de Harvard Universiteit; in 2009 ging hij daar met pensioen. Gedurende zijn leven trad hij als dirigent op met orkesten uit Aspen, Banff, Tanglewood, Chautauqua, de Boston Pops, Winnipeg -, Edmonton - , Baltimore -  en San Antonio Symphony Orchestra. Ook trad hij op in Rusland en de Verenigde Staten met kamerorkesten uit Swerdlovks, Sint-Petersburg (toen Leningrad), Cleveland en het algemene American Symphony Chamber Orchestra.

## Oeuvre

### Orkest
- Symfonie Brevis (nr. 1), 20 minuten
- Symfonie nr. 3: Prisms voor strijkorkest. 15 minuten
- Symfonie nr. 4 : Tiananmen Square, 29 minuten
- Symfonie nr. 5: Son et Lumiere (gekuid en lcht), 24 minuten
- Concerto voor viool en orkest, 24 minuten
- Fantasy voor viool en orkest, 14 minuten
- Concerto voor Cello en orkest, 30 minuten
- Concerto voor Piano en orkest, 30 minuten
- Concerto voor Contrabas en orkest, 20 minuten [Premeried by COLLAGE]
- Concerto voor strijkkwartet en orkest, 22 minuten
- Ritual Images voor orkest en tape, 17 minuten
- Een Suite voor Orpheus en Eurydice, 18 minuten
- Een Ouverture voor Orpheus en Eurydice, 4 minuten
- Fanfare en Variaties, dansouverture voor percussie en orkest, 12 minuten
- All About Mice, Variaties op "Hickory-Dickory-Dock", 7 minuten
- Full Circle: Suite voor strijkorkest, 12 minuten
- 10 voor10: Miniatures (Kamerorkest), 10 minuten
- Europa (symfonisch gedicht), 9 minuten
- Asia-minor-Asia (symfonisch gedicht), 7 minuten
- Africa (symfonisch gedicht), 7 minuten
- Tunes and Dances: A New England Overture, 6 minuten
- Bits and Pieces, vijf korte stukken voor strijkorkest, 4 minuten

### Koor en orkest
- Trinity Mass voor 5 solisten, koor, kinderkoor, verteller of tape en orkest. 75 minuten
- Sanctus en Agnus Dei (uit de Trinity Mass), 15 minuten
- Lux Aeterna voor koor en orkest. 10 minuten
- Symfonie nr. 2: Earth, Fire, Air, Water voor sopraan, mezzosopraan, mannenkoor en orkest. *Tekst: Native American. 30 minuten
- Symfonie nr. 7: Symphonies Sacred and Secular: Prais'd Be the Fathomless Universe voor sopraan,  bariton, solisten, koor, en orkest. 50 minuten
- Cantata: Creation Sings its Own Song voor koor en kamerorkest. 15 minuten

### Koor en kamerensemble
- Amazing Grace: A Choral Drama voor 4 soloisten, verteller, koor en trio bestaande uit piano, bass en percussie. 40 minuten
- To Form a More Perfect Union voor 7 solisten, koor, visuals en 8 instrumentalisten. 85 minuten

### Koor a capella
- I Thank You God, 2 minuten
- O Nata Lux de Lumine (SATB) 5 minuten
- Cantata: Many Ways to Look at a Woman (SATB), 15 minuten
- Being a Woman from Many Ways to Look at a Woman (SATB), 3 minuten
- 4 Sillies (TTBB or SSAA or SATB) Teksten: kindergedichten. 4 minuten
- 3 Pentatonic Koores (SATB) Teksten: kindergedichten. 5 minuten
- 9 Haiku (SATB), 4 minuten
- 3 settings e.e. cummings 
  - buffalo bill's (TTBB), 2 minuten
  - the rose (SSAA), 3 minuten
  - in just (SSATB), 3 minuten
- Silly and Serious Songs, vier “boeken” met liederen voor elke leeftijd en combinatie van stemmen (1-5) en instrumenten. Teksten: kindergedichten.

### Opera
- Rockets Red Blare (opera buffa in twee acten—zeven scenes). 5 grote en 14 bijrollen, kamerkoor en kamerorkest. 2 uur.
- The Silence Bottle (kinderopera). 4 solostemmen, optioneel kinderkoor, klarinet, fagot, piano, percussie, bass en 4 speelgoedinstrumenten. 22 minuten

### Zangstem en orkest
- A Lear Symfonie (Nr. 6) voor bariton en orkest, 16 minuten
- Prieres dans l'arche (Prayers from the Arc) – zes liederen voor stem (sopraan of tenor) en kamerorkest. 10 minuten

### Zangstem en ensemble
- Cycles – Muzikaal amusement voor sopraan (of tenor), verteller en zeven instrumenten. 15 minuten
- Haiku Cycle voor sopraan, fluit, klarinet,  viool, cello, percussie en piano. 10 minuten
- Death Songs voor stem en fluit. Teksten: Haiku. 7 minuten
- 3 liederen voor stem en strijkkwartet. Teksten van de componist. 6 minuten
- Songs of Life, Love, enLoss. Voor sopraan, hobo met strijkkwartet of -orkest, 15 minuten

### Zangstem en piano
- American Poets' Series (met piano) 
  - "Moods" - Mini-Cycle I, 5 minuten
  - "Love" - Mini-Cycle II, 4 minuten
  - Five Epigrams, 5 minuten
  - The Brag, 2 minuten

### Solo zangstem
- Sounds of Desolationand Joy voor sopraan solo. Teksten: diversen. 18 minuten

### Kamermuziek

#### blaasinstrumenten
- Simultaneous Contrasts: Suite voor Solo hoorn, 20 minuten
- Fantasy voor solo hobo, 7 minuten
- Haiku voor solo fluit, 7 minuten
- Sonata voor klarinet en piano, 12 minuten
- Mini-suite voor blaaskwintet, 5 minuten
- 8 Haiku voor fluit en klarinet, 7 minuten
- Madrigals voor fluit of viool  met altviool, 15 minuten
- Divertimento voor blaaskwintet, 12 minuten
- Miniatures voorTreble Clef enBass Clef (Young Players)

#### blaasinstrumenten met percussie
- Polarities: Concerto voorBrass  and Percussie, 15 minuten
- Jubilee Fanfare voor koperbalzers en percussie, 1 minuten
- Seven Episodes voor koperkwintet en optioneel percussien, 8 minuten
- Quod libet voor kopertrio (trompet, hoorn en trombone) en percussie, 6 minuten
- Of Things Past and Present: Concerto voor percussie-ensemble, 15 minuten

#### strijkinstrumenten
- Sonata voor solo cello, 15 minuten
- Variations voor solo contrabas, 15 minuten
- Duo voor viool en piano, 12 minuten
- Fantasy voor viool en piano of orkest, 14 minuten
- 3 Bagatelles voor viool en cello, 11 minuten
- Madrigals voor altviool en viool of fluit, 15 minuten
- Serenade voor viool, altviool en cello, 9 minuten
- Trio voor viool, cello en piano, 13 minuten
- Elegy: In Memorium voor cello en orkest, 7 minuten
- Romance voor viool en piano, 3 minuten
- Strijkkwartet nr.1, 12 minuten
- Strijkkwartet nr. 2, 26 minuten
- Strijkkwartet nr. 3, 17 minuten
- 5 Epigrams voor string quartet, 5 minuten
- Miniatures voor Treble Clef and  Bass Clef (voor jonge musici)
- Puzzles voor 3 of meer instrumenten (voor jonge musici )
- 5 Variations on "Sur La Pont D'Avignon" voor viool en piano (voor jonge musici)

#### gemengd
- Suite voor Zes voor fluit, clarinet, basklarinet, fagot, hoorn, bas en percussie, 15 minuten
- Here—There—This and That voor strijkkwartet en blaaskwintet, 12 minuten
- Kwintet voor hobo en strijkkwartet, 15 minuten.

### Pianomuziek
- Evocations: Suite voor Piano, 15 minuten
- Bach-anale: Suite voor Twee Piano's, 17 minuten
- Mini-suite voor piano, 4 minuten
- 8 Miniatures voor10 vingers (voor jonge musici)
- Sonata voor piano en klarinet, 12 minuten
- Duo voor piano en viool, 12 minuten
- Trio voor piano,  viool en cello, 13 minuten
- Quintet voorpiano, 2 violen, altviool, en cello, 20 minuten

### Orgelmuziek
- Prelude en Toccata, 10 minuten